# Crassuncus timidus
Crassuncus timidus là một loài bướm đêm thuộc họ Pterophoridae. Nó được tìm thấy ở Nam Phi.